# رودی تومسالو
رودی تومسالو (استونیایی: Ruudi Toomsalu; ۲ آوریل ۱۹۱۳ – ۳ اوت ۲۰۰۲) دونده اهل استونی بود. وی در مسابقات دو ۱۰۰ متر و پرش طول بازی‌های المپیک تابستانی ۱۹۳۶ شرکت کرده‌بود.